# Dong Zuobin
Tong Tso Pin (chinois : 董作宾 ; chinois traditionnel : 董作賓 ; pinyin : dǒng zuòbīn), né le 20 mars 1895 à Nanyang dans la province du Henan et décédé le 23 novembre 1963, à l'origine prénommé Zuoren (作仁, zuòbīnrén) est un philologue, archéologue, calligraphe et graveur de sceaux chinois. Il serait le premier à procéder à la périodisation des inscriptions sur les os et écailles de tortues et à travailler à la distinction de différentes écoles de scribes.
Né sous la dynastie Qing, il vivra ensuite sous la république de Chine (1912-1949) et pendant quelques années sous la république populaire de Chine avant de rejoindre la république de Chine à Taîwan en 1955.
Il enseigne dans la province du Fujian comme professeur à l'université privée de la Concorde (私立协和大学) et l'université nationale Zhongzhou (国立中州大学), ainsi que comme professeur adjoint à l'université nationale Sun Yat-sen.